# Чемпионат Риу-Гранди-ду-Сул по футболу 2025
Чемпионат Риу-Гранди-ду-Сул 2025 (порт. Campeonato Gaúcho de 2025) — 105-й розыгрыш чемпионата штата Риу-Гранди-ду-Сул по футболу с момента его основания. Он начался 22 января и закончился 16 марта 2025 года. 
По итогам предыдущего сезона Серию A1 покинули команды «Нову-Амбургу» и «Санта-Крус», занявшие соответственно 11-е и 12-е места на первом этапе. Их заменили «Монсун» и «Пелотас», соответственно победитель и финалист Серии A2 сезона 2024.
Чемпионом штата в 46-й раз в своей истории стал клуб «Интернасьонал», одолевший в финале «Гремио».

## Участники
| Клуб          | Город             | Стадион         |
| ------------- | ----------------- | --------------- |
| Интернасьонал | Порту-Алегри      | Бейра-Рио       |
| Гремио        | Порту-Алегри      | Арена Гремио    |
| Жувентуде     | Кашиас-ду-Сул     | Алфредо Жакони  |
| СЭР Кашиас    | Кашиас-ду-Сул     | Сентенарио      |
| Ипиранга      | Эрешин            | Колосо да Лагоа |
| Сан-Луис      | Ижуи              | 19 октября      |
| Гуарани       | Баже              | Эстрела Д'Алва  |
| Монсун        | Порту-Алегри      | Эстадиу ду Вале |
| Авенида       | Санта-Крус-ду-Сул | Эукалиптос      |
| Сан-Жозе      | Порту-Алегри      | Пассо Д’Ареа    |
| Гремио Бразил | Пелотас           | Бенту Фрейдас   |
| Пелотас       | Пелотас           | Бока ду Лобо    |

## Первый этап

### Группа A
| М | Команда  | И | В | Н | П | Мячи   | ±   | О  | Примечания     |
| - | -------- | - | - | - | - | ------ | --- | -- | -------------- |
| 1 | Гремио   | 8 | 5 | 2 | 1 | 19 − 3 | +16 | 17 | Финальный этап |
| 2 | Гуарани  | 8 | 2 | 3 | 3 | 6 − 6  | 0   | 9  |                |
| 3 | Сан-Жозе | 8 | 0 | 5 | 3 | 5 − 10 | −5  | 5  |                |
| 4 | Авенида  | 8 | 0 | 3 | 5 | 4 − 9  | −5  | 3  |                |

И — игры, В — выигрыши, Н — ничьи, П — проигрыши, Мячи — забитые и пропущенные голы, ± — разница голов, О — очки

### Группа B
| М | Команда       | И | В | Н | П | Мячи   | ±   | О  | Примечания     |
| - | ------------- | - | - | - | - | ------ | --- | -- | -------------- |
| 1 | Интернасьонал | 8 | 6 | 2 | 0 | 16 − 4 | +12 | 20 | Финальный этап |
| 2 | СЭР Кашиас    | 8 | 4 | 2 | 2 | 8 − 9  | −1  | 14 |                |
| 3 | Ипиранга      | 8 | 3 | 3 | 2 | 6 − 6  | 0   | 12 |                |
| 4 | Пелотас       | 8 | 1 | 3 | 4 | 6 − 13 | −7  | 6  |                |

И — игры, В — выигрыши, Н — ничьи, П — проигрыши, Мячи — забитые и пропущенные голы, ± — разница голов, О — очки

### Группа C
| М | Команда       | И | В | Н | П | Мячи   | ±  | О  | Примечания     |
| - | ------------- | - | - | - | - | ------ | -- | -- | -------------- |
| 1 | Жувентуде     | 8 | 6 | 1 | 1 | 14 − 6 | +8 | 19 | Финальный этап |
| 2 | Сан-Луис      | 8 | 2 | 3 | 3 | 7 − 13 | −6 | 9  |                |
| 3 | Монсун        | 8 | 2 | 1 | 5 | 7 − 14 | −7 | 7  |                |
| 4 | Гремио Бразил | 8 | 1 | 4 | 3 | 5 − 10 | −5 | 7  |                |

И — игры, В — выигрыши, Н — ничьи, П — проигрыши, Мячи — забитые и пропущенные голы, ± — разница голов, О — очки

## Финальный этап

### 1/2 финала

#### Первые матчи
| СЭР Кашиас | 0:2     | Интернасьонал   |
| ---------- | ------- | --------------- |
|            | (отчёт) | 67′ 73′ Витиньо |

| Гремио                      | 2:1     | Жувентуде   |
| --------------------------- | ------- | ----------- |
| Брейтуэйт 13′ · Оливера 52′ | (отчёт) | 33′ Batalla |

#### Ответные матчи
| Жувентуде                               | 2:1     | Гремио                                               |
| --------------------------------------- | ------- | ---------------------------------------------------- |
| Adriano Martins 67′ · Mandaca 85′       | (отчёт) | 90+7′ Gustavo Martins                                |
| Пенальти                                |         |                                                      |
| Нене · Giovanny · Жадсон · Рушел · Ênio | 2:3     | Wagner Leonardo · Павон · Аресо · Волпи · Вильясанти |

| Интернасьонал                         | 3:1     | СЭР Кашиас              |
| ------------------------------------- | ------- | ----------------------- |
| Валенсия 57′ (пен.) 79′ · Витиньо 63′ | (отчёт) | 41′ (пен.) Tomas Bastos |

### Финал

#### Первый матч
| Гремио | 0:2     | Интернасьонал                    |
| ------ | ------- | -------------------------------- |
|        | (отчёт) | 23′ Карбонеро · 26′ Alan Patrick |

#### Ответный матч
| Интернасьонал | 1:1     | Гремио              |
| ------------- | ------- | ------------------- |
| Валенсия 56′  | (отчёт) | 62′ Wagner Leonardo |